# Europese kampioenschappen kunstschaatsen 2012

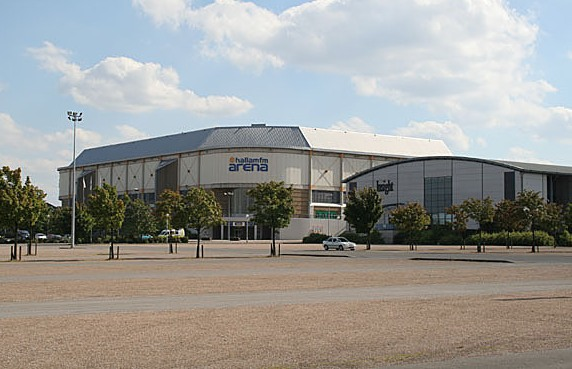
Motorpoint Arena

De Europese kampioenschappen kunstschaatsen zijn vier wedstrijden die samen een jaarlijks terugkerend evenement vormen, georganiseerd door de Internationale Schaatsunie (ISU).
De kampioenschappen van 2012 vonden plaats van 23 tot en met 29 januari in de Motorpoint Arena in Sheffield, Verenigd Koninkrijk. Het was de eerste keer dat de kampioenschappen in deze stad plaatsvonden en voor de vierde keer dat een EK evenement in het Verenigd Koninkrijk plaatsvond. Londen was in 1933 en 1939 (alleen voor vrouwen) gaststad en Birmingham in 1989.
Voor de mannen was het de 104e editie en de derde keer in het Verenigd Koninkrijk. Voor de vrouwen en paren was het de 76e editie en respectievelijk de vierde en derde keer in het Verenigd Koninkrijk. Voor de ijsdansers was het de 59e editie en het tweede kampioenschap in het Verenigd Koninkrijk.
Dit evenement is een van de vier kampioenschappen die de ISU jaarlijks organiseert. De andere kampioenschappen zijn de WK Kunstschaatsen, de WK Kunstschaatsen junioren en het Viercontinentenkampioenschap (voor Afrika, Azië, Amerika en Oceanië).
| Programma | Programma          | Programma          | Programma           | Programma            | Programma          | Programma           | Programma         |
| --------- | ------------------ | ------------------ | ------------------- | -------------------- | ------------------ | ------------------- | ----------------- |
|           | maandag 23 januari | dinsdag 24 januari | woensdag 25 januari | donderdag 26 januari | vrijdag 27 januari | zaterdag 28 januari | zondag 29 januari |
| Paren     |                    |                    | korte kür           | vrije kür            |                    |                     | Gala              |
| IJsdansen | voorronde          |                    | korte kür           |                      | vrije kür          |                     | Gala              |
| Mannen    | voorronde          |                    |                     | korte kür            |                    | vrije kür           | Gala              |
| Vrouwen   |                    | voorronde          |                     |                      | korte kür          | vrije kür           | Gala              |

* De voorronde maakte geen deel uit van de officiële wedstrijden.

## Deelnemende landen
Alle Europese ISU-leden hadden het recht om een startplaats per categorie in te vullen. Extra startplaatsen (met een maximum van drie per categorie) zijn verdiend op basis van eindklasseringen op het EK van 2011
Zevenendertig landen schreven deelnemers in voor dit toernooi, zij vulden 124 startplaatsen in. Voor België nam Kevin Van der Perren voor de dertiende keer deel in het mannentoernooi en Jorik Hendrickx voor de derde keer. De twee in 2011 door Ira Vannut verdiende startplaatsen in het vrouwentoernooi werden door Isabelle Pieman (vijfde deelname) en debutante Kaat Van Daele ingevuld. Uit Nederland was Manouk Gijsman de enige deelnemer.
(Tussen haakjes het totaal aantal startplaatsen: mannen - vrouwen - paren - ijsdansen; maximaal drie per land)
| Rusland (3-3-3-3) Frankrijk (3-2-2-3) Italië (2-3-2-2) Duitsland (2-1-3-2) Verenigd Koninkrijk (1-1-2-2) Tsjechië (3-0-1-2) Wit-Rusland (1-1-2-1) Zwitserland (1-2-1-1) | België (2-2-0-0) Bulgarije (1-1-1-1) Finland (1-2-0-1) Hongarije (1-1-0-2) Oekraïne (1-1-0-2) Oostenrijk (1-1-1-1) Estland (1-1-0-1) Israël (1-0-1-1) | Spanje (1-1-0-1) Turkije (1-1-0-1) Zweden (1-2-0-0) Denemarken (1-1-0-0) Letland (0-1-0-1) Litouwen (0-1-0-1) Polen (1-0-0-1) | Roemenië (1-1-0-0) Armenië (1-0-0-0) Azerbeidzjan (0-0-0-1) Georgië (0-1-0-0) Griekenland (0-1-0-0) Ierland (0-1-0-0) Kroatië (0-1-0-0) | Luxemburg (0-1-0-0) Monaco (1-0-0-0) Nederland (0-1-0-0) Noorwegen (0-1-0-0) Servië (0-1-0-0) Slovenië (0-1-0-0) Slowakije (0-1-0-0) |

## Medailleverdeling
Bij de mannen veroverde de Rus Jevgeni Ploesjenko voor de zevende keer de Europese titel, eerder deed hij dit in 2000, 2001, 2003, 2005, 2006 en 2010). Zijn landgenoot Artur Gachinski werd tweede, hij behaalde zijn eerste EK medaille behaalde. De Fransman Florent Amodio en titelverdediger behaalde met de derde plaats zijn twee medaille.
Bij de vrouwen werd de Italiaanse Carolina Kostner voor de vierde keer Europees kampioene. Haar eerste drie titels won ze in 2007, 2008 en 2010. Het was haar zevende medaille op rij, in 2006 werd ze derde en in 2009 en 2011 tweede. De Finse Kiira Korpi stond voor de derde keer op het erepodium, in 2007 en in 2010 werd beide keren derde. De Georgische Elene Gedevanisjvili beklom voor de tweede keer het erepodium, ook in 2010 werd ze derde.
Bij de paren betraden voor de vierde keer drie paren uit Rusland het erepodium, ook in 1992, 1994 en 2005 was dit het geval. Het was de twaalfde keer bij de paren dat drie deelnemers uit hetzelfde land op het erepodium plaatsnamen, eerder werd het podium achtmaal door drie vrouwen uit de Sovjet-Unie gevuld. Het als paar debuterende stel Tatjana Volosozjar / Maksim Trankov was het drieëndertigste paar dat de Europese titel veroverde. Voor Volossosjar was het haar eerste medaille, Trankov nam voor de vierde keer op het podium plaats. In 2008 werd hij tweede en in 2009 en 2010 derde met Maria Moechortova als partner. Het zilveren paar Vera Bazarova / Joeri Larionov behaalden hun tweede medaille, in hun debuut jaar 2011 werden ze derde. Plaats drie werd ingenomen door het debuterende paar Ksenia Stolbova / Fjodor Klimov.
Bij het ijsdansen prolongeerde het Franse paar Nathalie Pechalat / Fabian Bourzat de Europese titel, het was ook hun tweede medaille. Net als in 2011 werden ze op plaats twee geflankeerd door het Russische paar Jekaterina Bobrova / Dmitri Solovjov die eveneens hun tweede medaille veroverden. Plaats drie werd ingenomen door hun landgenoten Jelena Ilinych / Nikita Katsalapov die voor het eerst op het erepodium plaatsnamen.
| Categorie | Goud                                | Zilver                               | Brons                              |
| --------- | ----------------------------------- | ------------------------------------ | ---------------------------------- |
| Mannen    | Jevgeni Ploesjenko                  | Artur Gachinski                      | Florent Amodio                     |
| Vrouwen   | Carolina Kostner                    | Kiira Korpi                          | Elene Gedevanisjvili               |
| Paren     | Tatjana Volosozjar / Maksim Trankov | Vera Bazarova / Joeri Larionov       | Ksenia Stolbova / Fjodor Klimov    |
| IJsdansen | Nathalie Pechalat / Fabian Bourzat  | Jekaterina Bobrova / Dmitri Solovjov | Jelena Ilinych / Nikita Katsalapov |

## Uitslagen
| #                   | naam (deelname)           | land                         | punten | korte kür    | vrije kür   | voorronde (vrije kür) |
| ------------------- | ------------------------- | ---------------------------- | ------ | ------------ | ----------- | --------------------- |
| Goud                | Jevgeni Ploesjenko (10)   | Vlag van Rusland             | 261.23 | 84.71 (2)    | 176.52 (1)  | 157.52 (1)            |
| Zilver              | Artur Gachinski (2)       | Vlag van Rusland             | 246.27 | 84.80 (1)    | 161.47 (2)  |                       |
| Brons               | Florent Amodio (2)        | Vlag van Frankrijk           | 234.18 | 78.48 (5)    | 155.70 (3)  |                       |
| 04                  | Michal Březina (5)        | Vlag van Tsjechië            | 229.30 | 76.13 (6)    | 153.17 (4)  |                       |
| 05                  | Tomáš Verner (10)         | Vlag van Tsjechië            | 225.36 | 81.14 (3)    | 144.22 (6)  |                       |
| 06                  | Javier Fernández (6)      | Vlag van Spanje              | 222.26 | 80.11 (4)    | 142.15 (7)  |                       |
| 07                  | Samuel Contesti (5)       | Vlag van Italië              | 212.32 | 66.86 (11)   | 145.46 (5)  |                       |
| 08                  | Brian Joubert (11)        | Vlag van Frankrijk           | 207.83 | 67.92 (10)   | 139.91 (8)  |                       |
| 09                  | Jorik Hendrickx (3)       | Vlag van België              | 204.63 | 68.98 (8)    | 135.65 (9)  |                       |
| 10                  | Sergej Voronov (4)        | Vlag van Rusland             | 195.89 | 60.88 (14)   | 135.01 (10) |                       |
| 11                  | Alexander Majorov (2)     | Vlag van Zweden              | 193.18 | 68.33 (9)    | 124.85 (11) |                       |
| 12                  | Chafik Besseghier         | Vlag van Frankrijk           | 181.85 | 63.12 (12)   | 118.73 (13) |                       |
| 13                  | Kim Lucine (2)            | Vlag van Monaco              | 179.33 | 57.64 (16)   | 121.69 (12) |                       |
| 14                  | Zoltán Kelemen (6)        | Vlag van Roemenië            | 178.02 | 60.12 (15)   | 117.90 (14) | 114.64 (2)            |
| 15                  | Peter Liebers (4)         | Vlag van Duitsland           | 176.75 | 61.08 (13)   | 115.67 (16) |                       |
| 16                  | Paolo Bacchini (5)        | Vlag van Italië              | 170.11 | 55.77 (17)   | 114.34 (18) |                       |
| 17                  | Paul Fentz                | Vlag van Duitsland           | 169.40 | 51.74 (23)   | 117.66 (15) | 107.92 (4)            |
| 18                  | Viktor Pfeifer (6)        | Vlag van Oostenrijk          | 168.92 | 53.58 (21)   | 115.34 (17) |                       |
| 19                  | Maciej Chieplucha (3)     | Vlag van Polen               | 166.86 | 54.17 (20)   | 112.69 (19) | 108.53 (3)            |
| 20                  | Justus Strid (2)          | Vlag van Denemarken          | 156.33 | 54.71 (18)   | 101.62 (21) | 103.04 (6)            |
| 21                  | Dmitri Ignatenko          | Vlag van Oekraïne            | 154.88 | 51.61 (24)   | 103.27 (20) |                       |
| 22                  | Oleksij Bytsjenko         | Vlag van Israël              | 141.19 | 54.69 (19)   | 086.50 (22) | 106.19 (5)            |
| 23                  | Viktor Romanenkov (3)     | Vlag van Estland             | 135.09 | 52.24 (22)   | 082.85 (23) | 095.86 (8)            |
|                     | Kevin Van der Perren (13) | Vlag van België              |        | 71.05 (7)    | t.z.t.      |                       |
| Finale niet bereikt |                           |                              |        |              |             |                       |
| 25                  | Jason Thompson            | Vlag van Verenigd Koninkrijk |        | 51.42 (25) * |             | 089.63 (13)           |
| 26                  | Pavel Kaška (2)           | Vlag van Tsjechië            |        | 51.34 (26)   |             | 093.10 (11)           |
| 27                  | Vitali Luchanok           | Vlag van Wit-Rusland         |        | 48.32 (27)   |             | 098.28 (7)            |
| 28                  | Slavik Hajrapetjan        | Vlag van Armenië             |        | 45.75 (28)   |             | 093.19 (10)           |
| 29                  | Ali Demirboga (2)         | Vlag van Turkije             |        | 45.54 (29)   |             | 093.99 (9)            |
| Alleen voorronde    |                           |                              |        |              |             |                       |
|                     | Laurent Alvarez (2)       | Vlag van Zwitserland         |        |              |             | 090.70 (12)           |
|                     | Márton Markó (2)          | Vlag van Hongarije           |        |              |             | 085.41 (14)           |
|                     | Manol Atanassov           | Vlag van Bulgarije           |        |              |             | 081.07 (15)           |
|                     | Ari-Pekka Nurmenkari (8)  | Vlag van Finland             |        |              |             | t.z.t.                |

| #                   | naam (deelname)          | land                         | punten | korte kür  | vrije kür   | voorronde (vrije kür) |
| ------------------- | ------------------------ | ---------------------------- | ------ | ---------- | ----------- | --------------------- |
| Goud                | Carolina Kostner (10)    | Vlag van Italië              | 183.55 | 63.22 (1)  | 120.33 (1)  |                       |
| Zilver              | Kiira Korpi (8)          | Vlag van Finland             | 166.94 | 61.80 (2)  | 105.14 (4)  |                       |
| Brons               | Elene Gedevanisjvili (7) | Vlag van Georgië             | 165.93 | 57.14 (4)  | 108.79 (3)  |                       |
| 04                  | Polina Korobeynikova     | Vlag van Rusland             | 164.13 | 49.41 (12) | 114.72 (2)  | 109.73 (1)            |
| 05                  | Viktoria Helgesson (5)   | Vlag van Zweden              | 160.82 | 55.68 (5)  | 105.14 (5)  |                       |
| 06                  | Ksenia Makarova (3)      | Vlag van Rusland             | 159.59 | 57.55 (3)  | 102.04 (7)  |                       |
| 07                  | Alena Leonova (4)        | Vlag van Rusland             | 158.78 | 54.50 (6)  | 104.28 (6)  |                       |
| 08                  | Valentina Marchei (8)    | Vlag van Italië              | 146.84 | 53.52 (7)  | 093.32 (9)  |                       |
| 09                  | Yrétha Silété            | Vlag van Frankrijk           | 145.50 | 52.75 (8)  | 092.75 (11) | 090.38 (4)            |
| 10                  | Joshi Helgesson          | Vlag van Zweden              | 145.11 | 52.32 (9)  | 092.79 (10) | 096.27 (2)            |
| 11                  | Elena Glebova (6)        | Vlag van Estland             | 141.92 | 52.32 (10) | 089.60 (13) |                       |
| 12                  | Natalia Popova (2)       | Vlag van Oekraïne            | 138.60 | 43.75 (19) | 094.85 (8)  | 088.70 (5)            |
| 13                  | Maé-Bérénice Méité (2)   | Vlag van Frankrijk           | 137.33 | 49,86 (11) | 087.47 (15) |                       |
| 14                  | Monika Simančíková       | Vlag van Slowakije           | 136.79 | 46.39 (14) | 090.40 (12) | 091.99 (3)            |
| 15                  | Sonia Lafuente (5)       | Vlag van Spanje              | 133.64 | 47.34 (13) | 086.30 (16) |                       |
| 16                  | Alina Fjodorova          | Vlag van Letland             | 133.48 | 44.37 (18) | 089.11 (14) | 087.82 (6)            |
| 17                  | Juulia Turkkila (2)      | Vlag van Finland             | 130.33 | 45.65 (15) | 084.68 (17) |                       |
| 18                  | Jenna McCorkell (9)      | Vlag van Verenigd Koninkrijk | 125.41 | 45.32 (16) | 080.09 (19) |                       |
| 19                  | Isabelle Pieman (5)      | Vlag van België              | 122.13 | 44.39 (17) | 077.74 (20) |                       |
| 20                  | Romy Bühler (2)          | Vlag van Zwitserland         | 121.25 | 38.14 (24) | 083.11 (18) |                       |
| 21                  | Myriam Leuenberger       | Vlag van Zwitserland         | 117.73 | 41.77 (21) | 075.96 (21) |                       |
| 22                  | Nathalie Weinzierl       | Vlag van Duitsland           | 115.89 | 42.56 (20) | 073.33 (22) |                       |
| 23                  | Francesca Rio (2)        | Vlag van Italië              | 108.66 | 40.02 (22) | 068.64 (23) | 073.23 (7)            |
| 24                  | Karina Johnson (4)       | Vlag van Denemarken          | 092.12 | 38.23 (23) | 053,89 (24) |                       |
| Finale niet bereikt |                          |                              |        |            |             |                       |
| 25                  | Fleur Maxwell (5)        | Vlag van Luxemburg           |        | 37.06 (25) |             | 067.35 (9)            |
| 26                  | Kaat Van Daele           | Vlag van België              |        | 35.11 (26) |             | 067.22 (10)           |
| 27                  | Chelsea Rose Chiappa     | Vlag van Hongarije           |        | 34.46 (27) |             |                       |
| 28                  | Clara Peters (4)         | Vlag van Ierland             |        | 30.88 (28) |             | 069.22 (8)            |
| Alleen voorronde    |                          |                              |        |            |             |                       |
|                     | Birce Atabey (3)         | Vlag van Turkije             |        |            |             | 065.98 (11)           |
|                     | Kerstin Frank (2)        | Vlag van Oostenrijk          |        |            |             | 065.86 (12)           |
|                     | Rimgailė Meškaitė        | Vlag van Litouwen            |        |            |             | 065.38 (13)           |
|                     | Manouk Gijsman (4)       | Vlag van Nederland           |        |            |             | 064.07 (14)           |
|                     | Patricia Gleščič         | Vlag van Slovenië            |        |            |             | 063.06 (15)           |
|                     | Camilla Gjersem          | Vlag van Noorwegen           |        |            |             | 063.04 (16)           |
|                     | Ksenia Bakusheva         | Vlag van Wit-Rusland         |        |            |             | 061.60 (17)           |
|                     | Eliška Březinová         | Vlag van Tsjechië            |        |            |             | 060.43 (18)           |
|                     | Daniela Stoeva           | Vlag van Bulgarije           |        |            |             | 060.33 (19)           |
|                     | Georgia Glastris (2)     | Vlag van Griekenland         |        |            |             | 058.85 (20)           |
|                     | Sabina Măriuţă (2)       | Vlag van Roemenië            |        |            |             | 057.15 (21)           |
|                     | Marina Seeh (3)          | Vlag van Servië              |        |            |             | 052.24 (22)           |
|                     | Mirna Libric (4)         | Vlag van Kroatië             |        |            |             | 050.70 (23)           |

| #                   | naam (deelname)                                 | land                         | punten | korte kür  | vrije kür   |
| ------------------- | ----------------------------------------------- | ---------------------------- | ------ | ---------- | ----------- |
| Goud                | Tatjana Volosozjar (8) Maksim Trankov (4)       | Vlag van Rusland             | 210.45 | 72.80 (1)  | 137.65 (1)  |
| Zilver              | Vera Bazarova (3) Joeri Larionov (3)            | Vlag van Rusland             | 193.79 | 66.89 (2)  | 126.90 (2)  |
| Brons               | Ksenia Stolbova Fjodor Klimov                   | Vlag van Rusland             | 171.81 | 58.66 (3)  | 113.15 (3)  |
| 04                  | Stefania Berton (4) Ondřej Hotárek (4)          | Vlag van Italië              | 158.99 | 54.38 (4)  | 104.61 (4)  |
| 05                  | Mari Vartmann (3) Aaron Van Cleave              | Vlag van Duitsland           | 154.99 | 52.00 (7)  | 102.99 (5)  |
| 06                  | Vanessa James (3) Morgan Ciprès                 | Vlag van Frankrijk           | 151.93 | 51.81 (8)  | 100.12 (6)  |
| 07                  | Maylin Hausch (4) Daniel Wende (8)              | Vlag van Duitsland           | 148.82 | 54.03 (5)  | 094.79 (7)  |
| 08                  | Daria Popova Bruno Massot                       | Vlag van Frankrijk           | 139.98 | 53.91 (6)  | 086.07 (9)  |
| 09                  | Stacey Kemp (7) David King (7)                  | Vlag van Verenigd Koninkrijk | 138.39 | 45.75 (9)  | 092.64 (8)  |
| 10                  | Ljoebov Bakirova (3) Mikalai Kamiantsjoek (3)   | Vlag van Wit-Rusland         | 122.25 | 39.06 (14) | 083.19 (10) |
| 11                  | Danielle Montalbano (3) Evgeni Krasnopolski (3) | Vlag van Israël              | 120.32 | 41.69 (12) | 078.63 (11) |
| 12                  | Carolina Gillespie (2) Luca Dematté (2)         | Vlag van Italië              | 120.11 | 42.75 (11) | 077.36 (12) |
| 13                  | Alexandra Herbríková Rudy Halmaert              | Vlag van Tsjechië            | 115.87 | 42.99 (10) | 072.88 (14) |
| 14                  | Anaïs Morand (3) Timothy Leemann                | Vlag van Zwitserland         | 114.20 | 41.48 (13) | 072.72 (15) |
| 15                  | Stina Martini (2) Severin Kiefer (2)            | Vlag van Oostenrijk          | 112.10 | 38.05 (15) | 074.05 (13) |
| 16                  | Sally Hoolin (2) James Hunt                     | Vlag van Verenigd Koninkrijk | 094.08 | 33.41 (16) | 060.67 (16) |
| Finale niet bereikt |                                                 |                              |        |            |             |
| 17                  | Elizaveta Makarova Leri Kenchadze               | Vlag van Bulgarije           |        |            | 32.80 (17)  |
| 18                  | Maria Paliakova Mikhail Fomichev                | Vlag van Wit-Rusland         |        |            | 28.33 (18)  |
| -                   | Aliona Savchenko (10) Robin Szolkowy (8)        | Vlag van Duitsland           |        |            | t.z.t.      |

| #                | naam (deelname)                              | land                         | punten | korte kür  | vrije kür  | voorronde (vrije kür) |
| ---------------- | -------------------------------------------- | ---------------------------- | ------ | ---------- | ---------- | --------------------- |
| Goud             | Nathalie Pechalat (7) Fabian Bourzat (7)     | Vlag van Frankrijk           | 164.18 | 64.89 (2)  | 99.29 (1)  |                       |
| Zilver           | Jekaterina Bobrova (3) Dmitri Solovjov (3)   | Vlag van Rusland             | 160.23 | 65.06 (1)  | 95.17 (2)  |                       |
| Brons            | Jelena Ilinych (2) Nikita Katsalapov (2)     | Vlag van Rusland             | 153.12 | 59.49 (7)  | 93.63 (3)  |                       |
| 04               | Anna Cappellini (5) Luca Lanotte (5)         | Vlag van Italië              | 153.09 | 59.62 (6)  | 93.47 (4)  |                       |
| 05               | Jekaterina Riazanova (2) Ilia Tkatsjenko (2) | Vlag van Rusland             | 152.22 | 61.34 (3)  | 90.88 (5)  |                       |
| 06               | Penny Coomes (3) Nicholas Buckland (3)       | Vlag van Verenigd Koninkrijk | 145.31 | 58.78 (4)  | 85.53 (6)  |                       |
| 07               | Pernelle Carron (6) Lloyd Jones (3)          | Vlag van Frankrijk           | 142.27 | 57.40 (8)  | 84.87 (7)  |                       |
| 08               | Nelli Zhiganshina (3) Alexander Gazsi (3)    | Vlag van Duitsland           | 140.84 | 56.79 (9)  | 84.05 (8)  |                       |
| 09               | Isabella Tobias (2) Deividas Stagniūnas (5)  | Vlag van Litouwen            | 139.53 | 59.66 (5)  | 79.87 (10) |                       |
| 10               | Julia Zlobina Alexei Sitnikov                | Vlag van Azerbeidzjan        | 133.04 | 49.66 (11) | 83.38 (9)  | 81.55 (1)             |
| 11               | Charlène Guignard Marco Fabbri               | Vlag van Italië              | 129.46 | 52.45 (10) | 77.01 (11) | 74.34 (2)             |
| 12               | Tanja Kolbe Stefano Caruso                   | Vlag van Duitsland           | 123.89 | 49.07 (13) | 74.82 (13) | 67.22 (6)             |
| 13               | Louise Walden Owen Edwards                   | Vlag van Verenigd Koninkrijk | 122.59 | 48.36 (14) | 74.23 (14) | 72.75 (4)             |
| 14               | Irina Shtork (2) Taavi Rand (2)              | Vlag van Estland             | 121.09 | 44.97 (19) | 76.12 (12) | 69.21 (7)             |
| 15               | Siobhan Heekin-Canedy (2) Dmitri Dun         | Vlag van Oekraïne            | 119.95 | 46.71 (16) | 73.24 (15) | 73.10 (3)             |
| 16               | Sara Hurtado (2) Adrià Díaz (2)              | Vlag van Spanje              | 117.26 | 49.35 (12) | 67.91 (17) | 72.07 (5)             |
| 17               | Zsuzsanna Nagy (4) Máté Fejes (2)            | Vlag van Hongarije           | 114.40 | 44.99 (18) | 69.41 (16) |                       |
| 18               | Gabriela Kubová Dmitri Kiselev               | Vlag van Tsjechië            | 113.51 | 45.88 (17) | 67.63 (18) |                       |
| 19               | Lucie Myslivečková (2) Neil Brown            | Vlag van Tsjechië            | 111.46 | 47.47 (15) | 63.99 (19) | 68.68 (8)             |
| 20               | Nadezhda Frolenkova (2) Mikhail Kasalo (2)   | Vlag van Oekraïne            | 104.74 | 42.60 (20) | 62.14 (20) |                       |
| Alleen voorronde |                                              |                              |        |            |            |                       |
|                  | Tiffany Zahorski Alexis Miart                | Vlag van Frankrijk           |        |            |            | 67.22 (9)             |
|                  | Ramona Elsener (3) Florian Roost (3)         | Vlag van Zwitserland         |        |            |            | 67.01 (10)            |
|                  | Dóra Turóczi Balázs Major                    | Vlag van Hongarije           |        |            |            | 65.01 (11)            |
|                  | Barbora Silná Juri Kurakin                   | Vlag van Oostenrijk          |        |            |            | 63.34 (12)            |
|                  | Henna Lindholm (2) Ossi Kanervo (2)          | Vlag van Finland             |        |            |            | 63.26 (13)            |
|                  | Alisa Agafonova Alper Ucar (5)               | Vlag van Turkije             |        |            |            | 60.63 (14)            |
|                  | Alexandra Zvorigina Maciej Bernadowski       | Vlag van Polen               |        |            |            | 58.94 (15)            |
|                  | Lesia Valadzenkava (3) Vitali Vakunov (3)    | Vlag van Wit-Rusland         |        |            |            | 57.97 (16)            |
|                  | Ekaterina Burgov Vasili Rogov                | Vlag van Israël              |        |            |            | 56.11 (17)            |
|                  | Ksenia Pecherkina Aleksandrs Jakushin        | Vlag van Letland             |        |            |            | 53.93 (18)            |
|                  | Alexandra Chistiakova Dimitar Lichev (2)     | Vlag van Bulgarije           |        |            |            | 45.42 (19)            |

Medaillewinnaars

Mannen · 
Vrouwen ·
Paren · 
IJsdansen

Toernooi

1891 · 
1892 · 
1893 · 
1894 · 
1895 · 
1896-1897 · 
1898 · 
1899 · 
1900 · 
1901 · 
1902-1903 · 
1904 · 
1905 · 
1906 · 
1907 · 
1908 · 
1909 · 
1910 · 
1911 · 
1912 · 
1913 · 
1914 · 
1915-1921 · 
1922 · 
1923 · 
1924 · 
1925 · 
1926 · 
1927 · 
1928 · 
1929 · 
1930 · 
1931 · 
1932 · 
1933 · 
1934 · 
1935 · 
1936 · 
1937 · 
1938 · 
1939 ·
1940-1946 · 
1947 · 
1948 · 
1949 · 
1950 · 
1951 · 
1952 · 
1953 · 
1954 · 
1955 · 
1956 · 
1957 · 
1958 · 
1959 · 
1960 · 
1961 · 
1962 · 
1963 · 
1964 · 
1965 · 
1966 · 
1967 · 
1968 · 
1969 · 
1970 · 
1971 · 
1972 · 
1973 · 
1974 · 
1975 · 
1976 · 
1977 · 
1978 · 
1979 · 
1980 · 
1981 · 
1982 · 
1983 · 
1984 · 
1985 · 
1986 · 
1987 · 
1988 · 
1989 · 
1990 · 
1991 · 
1992 · 
1993 · 
1994 · 
1995 ·
1996 · 
1997 · 
1998 · 
1999 · 
2000 · 
2001 · 
2002 · 
2003 · 
2004 · 
2005 · 
2006 ·
2007 ·
2008 ·
2009 ·
2010 ·
2011 ·
2012 ·
2013 ·
2014 ·
2015 ·
2016 ·
2017 ·
2018 ·
2019 ·
2020 ·
2021 · 
2022 · 
2023 · 
2024 · 
2025

WK kunstschaatsen ·
WK kunstschaatsen junioren ·
Viercontinentenkampioenschap ·
Olympische Spelen